# Josepha von Siebold
Regina Josepha von Siebold, född Henning 14 december 1771 i Geismar, död 28 februari 1849 i Darmstadt, var en tysk läkare och obstetriker. 
Hon gifte sig 1795 med läkaren Damian von Siebold och var sedan aktiv som hans assistent och som barnmorska. Då maken blev psykiskt sjuk mottog hon 1807 en licens att utöva obstetrik från universitetet i Darmstadt. År 1815 mottog hon en examen i obstetrik från universitetet i Giessen och blev som sådan den första av sitt kön som mottagit en sådan examen vid något tyskt universitet. Hon drev sedan ett medicinskt center assisterad av sin dotter, Charlotte von Siebold. 

## Utmärkelser
Nedslagskratern  Von Siebold på planeten Venus uppkallad efter henne.